# Perry (Flórida)
Perry é a única cidade localizada no estado americano da Flórida, no condado de Taylor, do qual é sede. Foi incorporada em 1903.

## Geografia
De acordo com o United States Census Bureau, a cidade tem uma área de 24,3 km², onde todos os 24,3 km² estão cobertos por terra.

### Localidades na vizinhança
O diagrama seguinte representa as localidades num raio de 56 km ao redor de Perry.

## Demografia
Segundo o censo nacional de 2010, a sua população é de 7 017 habitantes e sua densidade populacional é de 288,84 hab/km². Possui 3 115 residências, que resulta em uma densidade de 128,22 residências/km².